# Cantone di Brienon-sur-Armançon
Il Cantone di Brienon-sur-Armançon è una divisione amministrativa dell'arrondissement di Auxerre e di Sens.
A seguito della riforma complessiva dei cantoni del 2014 è passato da 10 a 36 comuni.

## Composizione
Prima della riforma del 2014 comprendeva i comuni di:
- Bellechaume
- Brienon-sur-Armançon
- Bussy-en-Othe
- Chailley
- Champlost
- Esnon
- Mercy
- Turny
- Venizy

Dal 2015 comprende i comuni di:
- Arces-Dilo
- Bagneaux
- Bellechaume
- Bœurs-en-Othe
- Brienon-sur-Armançon
- Cérilly
- Cerisiers
- Champlost
- Chigy
- Les Clérimois
- Coulours
- Courgenay
- Esnon
- Flacy
- Foissy-sur-Vanne
- Fontaine-la-Gaillarde
- Fournaudin
- Lailly
- Malay-le-Petit
- Mercy
- Molinons
- Noé
- Paroy-en-Othe
- Pont-sur-Vanne
- La Postolle
- Saint-Maurice-aux-Riches-Hommes
- Saligny
- Les Sièges
- Theil-sur-Vanne
- Vareilles
- Vaudeurs
- Vaumort
- Venizy
- Villechétive
- Villeneuve-l'Archevêque
- Villiers-Louis